# 罗伯托·冈萨雷斯·埃切维里亚
罗伯托·冈萨雷斯·埃切维里亚（1943年11月28日—）是一位古巴裔美国文学评论家，耶鲁大学西班牙语和比较文学斯特灵教授，主要作品有《现代拉丁美洲文学》（Modern Latin American Literature，入选牛津通识读本）等。